# عمولا، استونیا
عمولا، استونیا (به لاتین: Amula, Estonia) یک روستا در استونی است که در دهستان کوتلا واقع شده‌است.